# Tom y Jerry (Van Beuren)

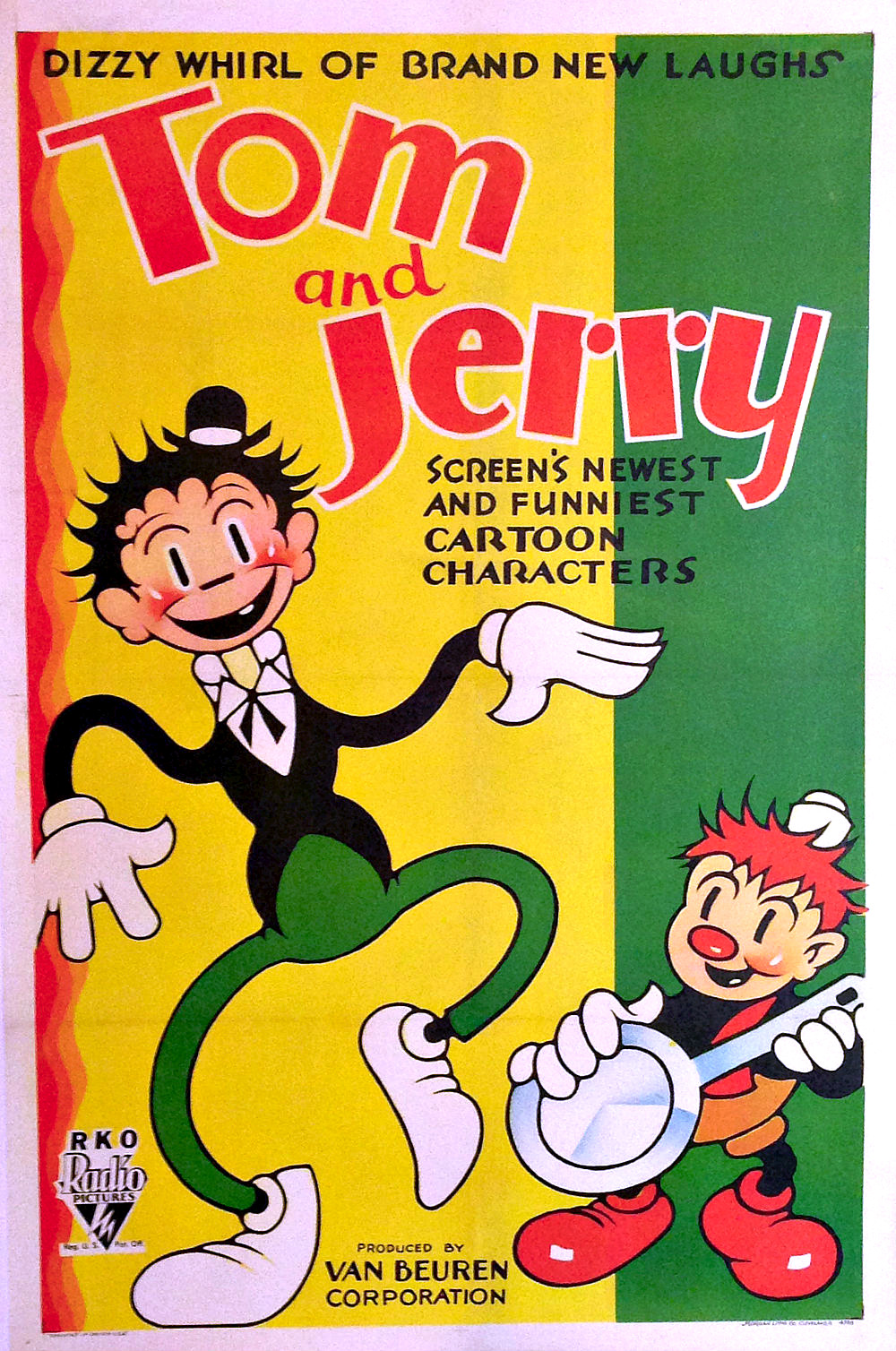
Afiche de los personajes.

Tom y Jerry fueron dos personajes que protagonizaron una serie de cortometrajes animados producidos por Van Beuren Studios. La serie duró entre 1931 y 1933. Cuando Official Films compró los trabajos de Van Beuren en los años 1950, los nombres de los personajes fueron cambiados a Dick y Larry para evitar la confusión con el gato y ratón del mismo nombre. Hoy en día, los historiadores de animación se refieren a ellos como los Tom y Jerry de Van Beuren.

## Descripción
Los personajes eran similares a Mutt and Jeff, uno de estatura baja (Jerry) y el otro alto (Tom). Cada dibujo animado presentaba una aventura nueva y la trama variaba cada vez. Algunas veces eran abogados, cazadores, plomeros, vagabundos, etcétera. En cuanto al estilo, los cortos eran similares a los hechos por Fleischer Studios. Este, al igual que Van Beuren Studios, estaba ubicado en Nueva York. Según Toonopedia, de Markstein, algunos trabajadores de Fleischer tenían un segundo empleo en Van Beuren, ya que estaba situado al otro lado de la carretera (explicando las similitudes entre los estudios). Las aventuras de Tom y Jerry eran generalmente comedias absurdas, que contenían imágenes torcidas y algunas referencias sexuales (menores). Un corto de 1932 (Piano Tooners) introdujo a un personaje similar a Betty Boop, de Fleischer, demostrando la relación entre los dos estudios.
Joseph Barbera comenzó su carrera como animador y guionista de esta serie. En 1940, Barbera creó otro dúo con los mismos nombres: un gato y ratón llamados Tom y Jerry.

## Filmografía

### 1931
- Wot a Night!. Dirigido por John Foster y George Stallings, estrenado el 1 de agosto de 1931.
- Polar Pals. Dirigido por John Foster y George Rufle, estrenado el 5 de septiembre de 1931.
- Trouble. Dirigido por John Foster y George Stallings, estrenado el 10 de octubre de 1931.
- Jungle Jam. Dirigido por John Foster y George Rufle, estrenado el 14 de noviembre de 1931.
- A Swiss Trick. Dirigido por John Foster y George Stallings, estrenado el 19 de diciembre de 1931.

### 1932
- Text Rocketeers. Dirigido por John Foster y George Rufle, estrenado el 30 de enero de 1932.
- Rabid Hunters. Dirigido por John Foster y George Stallings, estrenado el 27 de febrero de 1932.
- In the Bag. Dirigido por John Foster y George Rufle, estrenado el 26 de marzo de 1932.
- Joint Wipers. Dirigido por John Foster y George Stallings, estrenado el 23 de abril de 1932.
- Pots and Pans. Dirigido por John Foster y George Rafle, estrenado el 14 de mayo de 1932.
- The Tuba Tooter. Dirigido por John Foster y George Stallings, estrenado el 4 de junio de 1932.
- Plane Dumb. Dirigido por John Foster y George Rafle, estrenado el 4 de junio de 1932.
- Redskin Blues. Dirigido por John Foster y George Stallings, estrenado el 23 de julio de 1932.
- Jolly Fish. Dirigido por John Foster y George Stallings, estrenado el 19 de agosto de 1932.
- Barnyard Bunk. Dirigido por John Foster y George Rufle, estrenado el 16 de septiembre de 1932.
- A Spanish Twist. Dirigido por John Foster y George Stallings, estrenado el 7 de octubre de 1932.
- Piano Tooners. Dirigido por John Foster y George Rufle, estrenado el 11 de noviembre de 1932.
- Pencil Mania. Dirigido por John Foster y George Stallings, estrenado el 9 de diciembre de 1932.

### 1933
- Tight Rope Tricks. Dirigido por John Foster y George Rufle, estrenado el 6 de enero de 1933.
- Magic Mummy. Dirigido por John Foster y George Stallings, estrenado el 7 de febrero de 1933.
- Happy Hoboes. Dirigido por George Stallings y George Rufle, estrenado el 31 de marzo de 1933.
- Puzzled Pals. Dirigido por George Stallings y Frank Sherman, estrenado el 31 de marzo de 1933.
- Hook and Ladder Hokum. Dirigido por George Stallings y Frank Tashlin, estrenado el 28 de abril de 1933.
- In the Park. Dirigido por Frank Sherman y George Rufle, estrenado el 26 de mayo de 1933.
- Dough Nuts. Dirigido por Frank Sherman y George Rufle, estrenado el 10 de julio de 1933.
- The Phantom Rocket. Dirigido por Frank Sherman y George Rufle, estrenado el 31 de julio de 1933.